# جمعية كشافة بوتسوانا
جمعية كشافة بوتسوانا هي المنظمة الكشفية الوطنية في بوتسوانا، تأسست جمعية كشافة بوتسوانا في عام 1936، وأصبحت عضوا في المنظمة العالمية للحركة الكشفية في عام 1958. جمعية الكشافة بوتسوانا للأولاد فقط ويبلغ عدد أعضائها أكثر من 10,000 كشاف . ومع ذلك، ينتسب للمنظمة الكشفية العالمية فقط 2075 عضو اعتبارا من عام 2011.

## روابط خارجية
- الموقع الرسمي نسخة محفوظة 21 مارس 2013 على موقع واي باك مشين.